# Marija Gimbutas
Marija Gimbutas (på litauiska Marija Gimbutienė), född Marija Birutė Alseikaitė 23 januari 1921 i Vilnius, Litauen, död 2 februari 1994 i Los Angeles, var en litauisk-amerikansk arkeolog.

## Biografi
Marija Gimbutas studerade vid Vilnius universitet, tog examen 1942 och gifte sig med arkitekten Jurgis Gimbutas. Hon var tvungen att fly till Tyskland under andra världskriget 1944 på grund av Sovjetunionens ockupation av Litauen. Efter att ha blivit filosofie doktor i arkeologi vid universitetet i Tübingen 1946, lämnade hon Tyskland och hamnade slutligen i USA 1949. Gimbutas förblev trogen sitt litauiska arv.

## Arkeologi
Gimbutas fick en stor andel av forskarkåren att sluta upp bakom hypotesen om urindoeuropéernas östeuropeiska urhem genom en rad artiklar från 1956 och framåt och genom de mer populärt hållna monografierna Gods and Godesses of Old Europa 7000-3500 BC (1974) och The Language of the Godesses (1989). Medan de allra flesta arkeologer under efterkrigstiden övergav sökandet efter ariernas urhem, försökte Gimbutas att arbeta vidare med den frågeställningen i blickfånget. Typiskt för hennes verk är den radikala åtskillnad hon gör mellan den matriarkala förindoeuropeiska kulturen och den patriarkala indoeuropeiska. Enligt Gimbutas återfinns några av de främsta lämningarna från den matriarkala ursprungsbefolkningen i de utgrävningar på Balkan som hon ledde från 1967 till 1980. Den kultur hon kunde rekonstruera utifrån dessa lämningar döpte hon till Gamla Europa (Old Europe). 
| ”                                                         | Termen Gamla Europa betecknar en förindoeuropeisk kultur i Europa, en kultur som var matriarkal och troligtvis matrilineär, agrar och bofast, egalitär och fredlig. Den stod i bjärt kontrast till den efterkommande, patriarkala, stratifierade, pastorala, mobila och krigsorienterade proto-indoeuropeiska kultur som mellan 4500 och 2500 f.Kr. i tre infiltrationsvågor från de ryska stäpperna svepte in över hela Europa, förutom de mest sydliga och västliga kanterna. Under och efter denna period ersattes de kvinnliga gudomarna, eller mer precist Gudinnan Creatix i alla henns aspekter, av indoeuropéernas huvudsakligen manliga gudar. Det som uppstod efter ca 2500 f.Kr. var en blandning av två mytiska system, det gammaleuropeiska och det indoeuropeiska. | „ |
| – Gimbutas 1989, s. 9 (sv. övers. Arvidsson 2000, s. 299) | |   |

Gimbutas försökte förstå Gamla Europas livsåskådning genom att analysera gravlämningar och framgrävda statyetter, men också genom mycket spekulativa tolkningar av dekorerade krukor. Slutsatsen blev att Gamla Europas ideologi motsvarade den antika, "pelasgiska" Moder-jord religion som exempelvis Johann Jakob Bachofen tidigare rekonstruerat. Skulden för att den gammaleuropeiska kulturen gick under faller enligt Gimbutas på indoeuropéerna. Runt mitten av femte millenniet levde de på de pontiska stäpperna norr om Kaukasus. Deras kultur kallar Gimbutas kurgankulturen efter de gravkullar som hon i Gordon Childes efterföljd ser som det främsta arkeologiska tecknet på indoeuropeisk närvaro. Det är kanske signifikativt att hon inte valde att använda de ryska arkeologiernas benämning Yamna på den arkeologiska kulturen. Från analyser av bostäder och gravar sluter sig Gimbutas till att kurgankulturen var patriarkal och socialt skiktad med en avskild aristokrati. Deras gudar var förbundna med solen, vattner och åskan. I den mån deras panteon rymde några gudinnor var de inlånade från Balkan och Medelhavet. Genom att följa kurgangravarna och andra föremål (såsom snörkeramik och stridsyxor) anser sig Gimbutas kunna styrka att det mellan 4500 och 2500 förekommit flera invasioner av "horder av nomader" (hordes of pastoralists), då beridna indoeuropéer drog in över Europa och "ryckte upp Gamla Europas blomstrande kultur med rötterna". Mellan 3500 och 2000 angrep de också norra Iran och Anatolien. 

### Nyhednisk feminism
Indoeuropéerna lyckades emellertid inte helt utplåna den matriarkala religionen och gudinnetron. Gimbutas entusiasm för Gamla Europas kultur och religion har fått till följd att hon blivit profet för nyhedniska feminister som vill bekämpa det indoeuropeiska och semitiska förtrycket.